# Jean François (mathématicien)
Pour les articles homonymes, voir François.
Ne doit pas être confondu avec Jean-François ou Dom Jean François.
Jean François, né en 1582 à Saint-Claude (comté de Bourgogne), en Franche-Comté, mort le 20 janvier 1668 à Rennes, est un jésuite et mathématicien franc-comtois.

## Biographie
Devenu membre de la Compagnie de Jésus en 1605, Jean François enseigna les mathématiques et la philosophie au collège de la Flèche dès 1613. La chaire de mathématiques, créée en 1608, n'avait été occupée jusque-là que par des non-spécialistes. Au début, François enseignait les mathématiques en même temps qu'il étudiait la théologie.
En mathématiques, il eut pour élève René Descartes,,, et Descartes conserva pour lui un attachement certain,. Nommé préfet des études à Nevers, Amiens et Alençon, il termina sa carrière au collège de Rennes. On soulignait généralement la clarté de ses exposés.
Il publia de 1652 à 1668 plusieurs manuels de mathématiques, qui furent réimprimés à Paris. Lors de sa première publication, il avoua : « Mon cher lecteur, je commence à imprimer à l’âge de 65 ans, lors que les autres ont déjà fini ». Son traité contre l'astrologie judiciaire et les thèses du soldat philosophe Antoine Villon fut réédité sous le nom de Descartes, attribution probablement fallacieuse et dénoncée par Gaston Bachelard. Jean François y développe l'idée que les influences des astres ne comptent pour rien face aux influences de la semence, de l'éducation, de la grâce et de la nourriture. Il s'y oppose tout particulièrement à Heinrich Rantzau :

« Je me suis servi particulièrement du livre de Henry de Rantzau, sixième duc Cimbrique, soit parce qu'il est le plus récent de tous, imprimé à Paris l'an 1657, soit parce qu'il rapporte les sentimens des Anciens & des Modernes. Soit parce que j'apprends que ce livre est en grande autorité & estime parmy eux. »

Jean François pensait qu'on pouvait apprendre la géographie en réalisant des cartes miniatures. Il rêvait de multiplier les cartes sous toutes leurs formes : par la gravure, la tapisserie, la céramique, la disposition des jardins et des paysages. Il imaginait modeler le terrain en relief et y faire couler de petits fleuves du sol, depuis leur source jusqu'à des mers en miniature :

« Ce qu'estant, concluait-il, on apprendrait plus de géographie en six jours, estant conduit par un homme intelligent dans tous les endroits de cette carte, que l'on ne feroit en six mois, sur les cartes communes, et en douze, par discours sans cartes. Si les voyages instruisent, nul voyage n'instruirait davantage. »

## Œuvres
Pour une liste exhaustive (onze titres), voir De Backer et Sommervogel.
- La science de la geographie divisée en trois parties, qui expliquent les divisions, les universalités, & les particularités du globe terrestre. Premiere partie. Des divisions geographiques[15] (1652) publié à Rennes chez Jean Hardy ; disponible sur Gallica. Jean François y distingue quatre degrés dans l'apprentissage des notions géographiques : l’intelligence des termes, l’usage des cartes, la représentation des réalités géographiques « sur le Globe naturel, en leur lieu propre, et en leur assiette naturelle », et le raisonnement explicatif proprement dit[16].
- La science des eaux qui explique en quatre parties leur formation, communication, mouvemens, & meslanges. Avec les arts de conduire les eaux, et mesurer la grandeur tant des eaux que des terres. Qui sont 1. De conduire toute sorte de fontaines. 2. De niveler toute sorte de pente. 3. De faire monter l'eau sur sa source. 4. De contretirer toute sorte de plans. 5. De connoistre toute hauteur verticale, & longueur horizontale. 6. D'arpenter toute surface terrestre. 7. De compter tout nombre avec la plume & les jettons, publié à Rennes, chez Pierre Hallaudays, imprimeur et libraire, rue Saint Germain à la Bible d'Or. (1653) disponible ici, sur Gallica ou ici, chez Bruno Marty.
- L'arithmétique ou l'art de compter, 1653, Rennes ; 1655, Paris ; 1661, Rennes ; extrait du précédent, dans lequel on retrouve les notations de François Viète pour les puissances de l'indéterminée : sur Gallica.
- Les éléments des sciences et des arts mathématiques pour servir d'introduction à la cosmographie et à la géographie, 1655, Rennes.
- La chronologie, 1655, Rennes ; 1681, Paris.
- Traité de la quantité considérée absolument et en elle-mesme… pour servir d'introduction aux sciences et arts mathématiques et aux disputes philosophiques de la quantité, 1655, Rennes ; 1655, Paris.
- Traité des influences celestes ou les merveilles de Dieu dans les cieux sont déduites : Les inventions des Astronomes pour les entendre sont expliquées : Les propositions des Astrologues judiciaires sont démontrées fausses & pernicieuses, par toute sorte de raisons, d'autoritez, & d'experiences, 1660, Rennes.
- L'art des fontaines, 1665, Rennes chez Pierre Hallaudays.
- La jauge au pied du roi, 1690, Paris.L'attribution au père François de cet ouvrage, publié après sa mort, pourrait être contestée. La page titre présente en effet l'auteur comme un « bourgeois de Paris ».